# Joe – Die Rache ist sein
Joe – Die Rache ist sein (Originaltitel: Joe) ist ein US-amerikanisches Filmdrama aus dem Jahr 2013 von Regisseur David Gordon Green mit Nicolas Cage in der Hauptrolle.

## Handlung
Der alkoholabhängige Ex-Häftling Joe vergiftet mit seinem Team im Auftrag von Rodungsunternehmen illegalerweise Bäume, damit diese gefällt werden dürfen und durch starke Kiefern ersetzt werden können. Eines Tages trifft er während der Arbeit auf den 15-jährigen Gary. Dieser ist neu in der Stadt und leidet unter der Gewalt seines tyrannischen Vaters Wade, welcher ebenfalls ein schweres Alkoholproblem hat. Der Junge bittet Joe, dass er ihm Arbeit verschafft. Gary bekommt den Job und zeigt sich bei der Arbeit von seiner besten Seite, was sich bezahlt macht. Am nächsten Arbeitstag erscheint Gary mit seinem Vater vor Ort, welcher ebenfalls Geld verdienen soll. Dieser allerdings fällt seinem Sohn in den Rücken, indem er sich respektlos gegenüber dem Boss verhält und nicht arbeitet, sodass beide den Job los sind.
Nachdem Gary erneut Prügel von seinem Vater bekommt, der nicht einsieht, dass er die Schuld dafür trägt, läuft er nachts im Regen zu Joe und versucht ihm zu erklären, dass seinem Vater die Arbeit egal sei, er aber großen Wert darauf legen würde. So bekommt er eine weitere Chance und währenddessen kann Joe sich immer stärker mit Gary identifizieren, den er im Laufe des Films sogar wie einen Sohn behandelt.
Garys Vater ergreift mittlerweile andere Maßnahmen um an Geld zu kommen, indem er einem alten, schwachen Mann den Kopf einschlägt und ihm seine Brieftasche entwendet. Joe gerät ebenfalls mit dem Gesetz in Konflikt. Erst leistet er sich in der Bar mit Willie-Russel eine Prügelei, einem Mann, der schon länger mit Joe verfeindet ist und Anfang des Filmes sogar auf ihn schoss; und schließlich wird er, nachdem er im Bordell seinen Kummer loswerden wollte, von der Polizei zum Anhalten aufgefordert. Er flieht und wurde, nachdem er gestoppt werden konnte, ins Gefängnis verfrachtet, kommt allerdings aufgrund guter Beziehungen zu einem Polizisten am nächsten Tag wieder raus.
Eines Nachts steht Gary erneut vor Joes Tür. Sein Vater hatte ihn so schwer zusammengeschlagen wie noch nie und schließlich Garys Truck geklaut, den Joe ihm erst kürzlich geschenkt hatte. Gary ist fest entschlossen, ihn zu töten und lässt sich von Joe kaum beruhigen. Er erklärt Joe, dass sein Vater seine stumme Schwester mitgenommen hat und sich anschließend mit ein paar Typen treffen will, darunter dem wahnsinnigen Willie-Russel. Erst will Gary bloß Joes Wagen und die Sache alleine regeln, lässt sich nachher allerdings davon überzeugen, dass Joe mitkommt. Kurz darauf erfährt man, dass Garys Vater seine Schwester mitnahm, um sie für etwas Geld an Willie-Russel und seinen Freund auszuliefern, die sie sehr wahrscheinlich vergewaltigen wollten. Angekommen, befiehlt Joe Gary im Wagen zu warten und wegzufahren, falls es zu großen Problemen kommt. Joe gibt einen Warnschuss in die Luft ab und zerrt Willie-Russel und seinen Freund vom Truck weg und fixiert sie mit der Waffe. Er lässt den Freund laufen. Gary fährt mit seiner Schwester los, um Hilfe zu holen.
Während Joe Willie bedroht, schießt dessen Freund die beiden an. Joe erschießt vom Boden aus den Schützen und Willie-Russel. Darauf humpelt er schwer verletzt zur Brücke, wo sich Garys gewalttätiger Vater Wade aufhält. Wade fragt ihn wie schon viele andere, ob er sein Freund sei. Als Wade keine Antwort erhält, stürzt er sich freiwillig vom Geländer und stirbt. Nachdem Joe noch einmal runterschaut, um sich zu versichern, dass er tot ist, legt er sich an die Gitterstäbe der Brücke. Als Gary schließlich mit der Polizei eintrifft, liegt Joe im Sterben. Anschließend verblutet er in Garys Armen.
Im folgenden Teil des Filmes sieht man Gary vor seinem neuen Arbeitgeber, wo er nun, wo er einst Bäume vergiftet hatte, neue anpflanzt.

## Hintergrund
- Die Dreharbeiten zum Film fanden im Jahre 2013 statt, mit einem Budget von 4.000.000 US-Dollar.[1]
- Neben professionellen und prominenten Schauspielern, wurde der Film auch mit lokalen Laiendarstellern besetzt, welche tatsächlich aus dem texanischen Hinterland kommen, wo der Film spielt. Darunter auch Gary Poulter. Dieser war nicht nur Texaner, sondern war auch im realen Leben ein obdachloser Alkoholiker. Kurz nach Abschluss der Dreharbeiten wurde er mit erhöhtem Blutalkohol tot in einem See aufgefunden.[2]

## Kritik

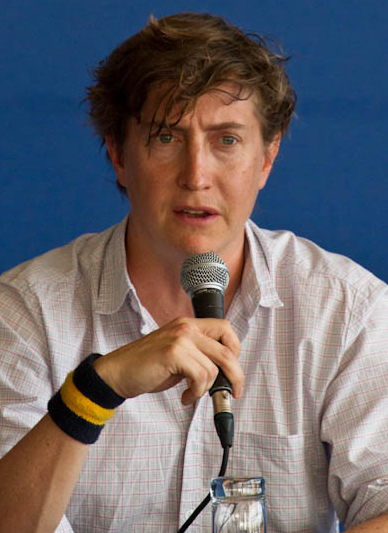
Regisseur David Gordon Green beim Deauville American Film Festival im September 2013

Der Film erhielt überwiegend positive Kritik. Die Filmrezension-Sammelseite Rotten Tomatoes führt derzeit 135 Kritiken auf, von denen sie 116 als positiv ansah, was 86 Prozent entspricht. Als zusammenfassendes Fazit schrieb sie, der Film sei „reich an Atmosphäre“ und biete eine „kraftvolle Darbietung“ von Nicolas Cage.
Die New York Times schrieb, Cage zeige seine „engagierteste Darbietung seit Jahren“, und für die LA Weekly war Joe „Cages regelmäßig wiederkehrende Erinnerung daran, dass er eines der großen Talente seiner Generation ist.“ Nebst Cages Schauspielleistung hob Peter Sobczynski auf der Website rogerebert.com die Darstellung von Garys Vater durch den Laiendarsteller Gary Poulter lobend hervor.